# Bos acutifrons
Bos acutifrons — вымерший вид полорогих, который является древнейшим представителем рода настоящих быков. Ископаемые остатки Bos acutifrons обнаружены в среднеплейстоценовых слоях Индии. Широко распространено мнение, что от этого вида возникли все последующие виды рода. Между 1,5 и 2 миллионами лет назад, от этого вида, вероятно, произошёл тур.